# 池田町立池田小学校 (岐阜県)
池田町立池田小学校（いけだちょうりつ いけだしょうがっこう）は、岐阜県揖斐郡池田町上田にある公立小学校。
総生徒数は2021年現在、329名。
学校の教育目標は、「豊かな心をもち　自らにはたらきかけ　実践する子」である。

## 沿革
参照:
- 1980年3月20日 - 校舎完成。
- 1980年4月7日 - 開校式。
- 1980年4月8日 - 入学式。附属幼稚園開園式並びに入園式。
- 2009年8月27日 - 校舎北側の外壁塗装工事完了。
- 2010年3月23日 - 体育館耐震工事完了。
- 2010年7月7日 - 校舎外壁塗装工事完了。
- 2016年2月1日 - 大規模改修工事完了。

池田小学校は1980年、人口増加とともに温知小学校から校区分離して出来た小学校である。なお現在、池田町内の小学校で一番新しい学校でもある。
また、オープン教育制度を採用し、 愛知県東浦町立緒川小学校や南砺市立福光中部小学校と共に、日本におけるオープンスクールの先駆けとなった。オープンスペース採用によって、教室同士の壁（仕切り）が無く、教室に入るためのドアも無かった。また、学年ごとに教室の前に多目的広場（スペース）が設けられた。なお、2016年の改修工事により教室同士の壁は作られたが、オープンスクールによる多目的広場は引き続き採用し教室の入り口は真ん中の仕切りを無くし全て開くドアに変更した。

## 委員会
計画委員会
保健委員会
体育委員会
給食委員会
広報委員会
図書委員会
JRC委員会(福祉委員会)

## クラブ活動

### 運動部
- 屋外スポーツクラブ
- 屋内スポーツクラブ
- ゲートボールクラブ

### 文化部
- 日本文化クラブ
- 手芸クラブ
- ボードゲームクラブ（旧 囲碁クラブ）
- アートクラブ
- 一輪車・竹馬クラブ
- 手芸クラブ
- （手話クラブ）
- （市山クラブ）- 岐阜県重要無形民俗文化財の下東野・市山からくり花火を伝えるクラブ

クラブ活動には、地域のボランティア講師も多く参加している。
「囲碁クラブ」は地域ボランティア講師が全員引退したため、教師による「ボードゲームクラブ」へと改名した。
2023年に「市山クラブ」と「手話クラブ」も「囲碁クラブ」と同様に、地域ボランティア講師が全員引退し、後を継ぐ地域ボランティア講師も見つからず教師も教えられないと判断し「アートクラブ」「一輪車・竹馬クラブ」と変更した。

## 学校周辺
- 養老鉄道養老線 北池野駅
- 池田町役場
- 揖斐川
- 岐阜県立池田高等学校

## 校章
校章は、以下を表して渡辺春夫にて創案された。
- 池田小学校の「い」「け」「田」の３文字
- 地域の主要産物である米
- 学校の東を流れる揖斐川